# Cattedrale di San Michele (Alba Iulia)
La cattedrale cattolica di San Michele di Alba Iulia (in romeno catedrala Sfântul Mihail din Alba Iulia, in ungherese Gyulafehérvári érseki székesegyház), è la chiesa madre dell'Arcidiocesi di Alba Iulia in Romania. La cattedrale è inserita nell'itinerario Culturale del Consiglio d'Europa Transromanica.

## Storia
La chiesa fu costruita dal 1246 al 1291 in stile romanico con qualche influenza gotica, su un sito che ospitava una chiesa distrutta dalla grande invasione tartara (1242).

## Esterno
La chiesa, a tre navate e a croce latina, presenta monumentali dimensioni (lunghezza 83 m, larghezza 38 m, altezza 19 m), anche per la profondissima abside centrale e il coro retrostante.

## Interno
Al suo interno ospita, nella navata laterale sud, la tomba del reggente dell'Ungheria Giovanni Hunyadi, morto nel 1456 e di suo figlio László, signore di Slavonia, morto l'anno successivo e, nella navata a nord, il sarcofago della regina d'Ungheria, Isabella Jagiełło morta nel 1559 e di suo figlio, Giovanni Sigismondo, re incaricato d'Ungheria ma mai incoronato che governò soltanto in Transilvania e nel Partium, morto nel 1571. 
Nell'abside della navata laterale nord, si trova la Cappella del penitenziere apostolico Johannes Lazo, con affreschi in stile rinascimentale che ricordano la Cappella Colleoni a Bergamo). 
Nella cappella centrale dell'abside, sono interessanti l'altare maggiore (XVI secolo), il pulpito (XVI secolo) e gli affreschi (1515-20) e nel retro, il coro ligneo (in stile barocco). 
Nella chiesa si trova anche la tomba di Giorgio Martinuzzi, lo stemma di un vescovo Szécsy (XIV secolo), la lapide commemorativa del principe István Bocskai morto nel 1606, e la lapide commemorativa dell'arcivescovo Áron Márton, che fu imprigionato nelle prigioni comuniste a Sighet per aver difeso i suoi concittadini senza distinzione di religione (cattolici di rito romano, ebrei e greco-cattolici).
Galleria d'immagini 

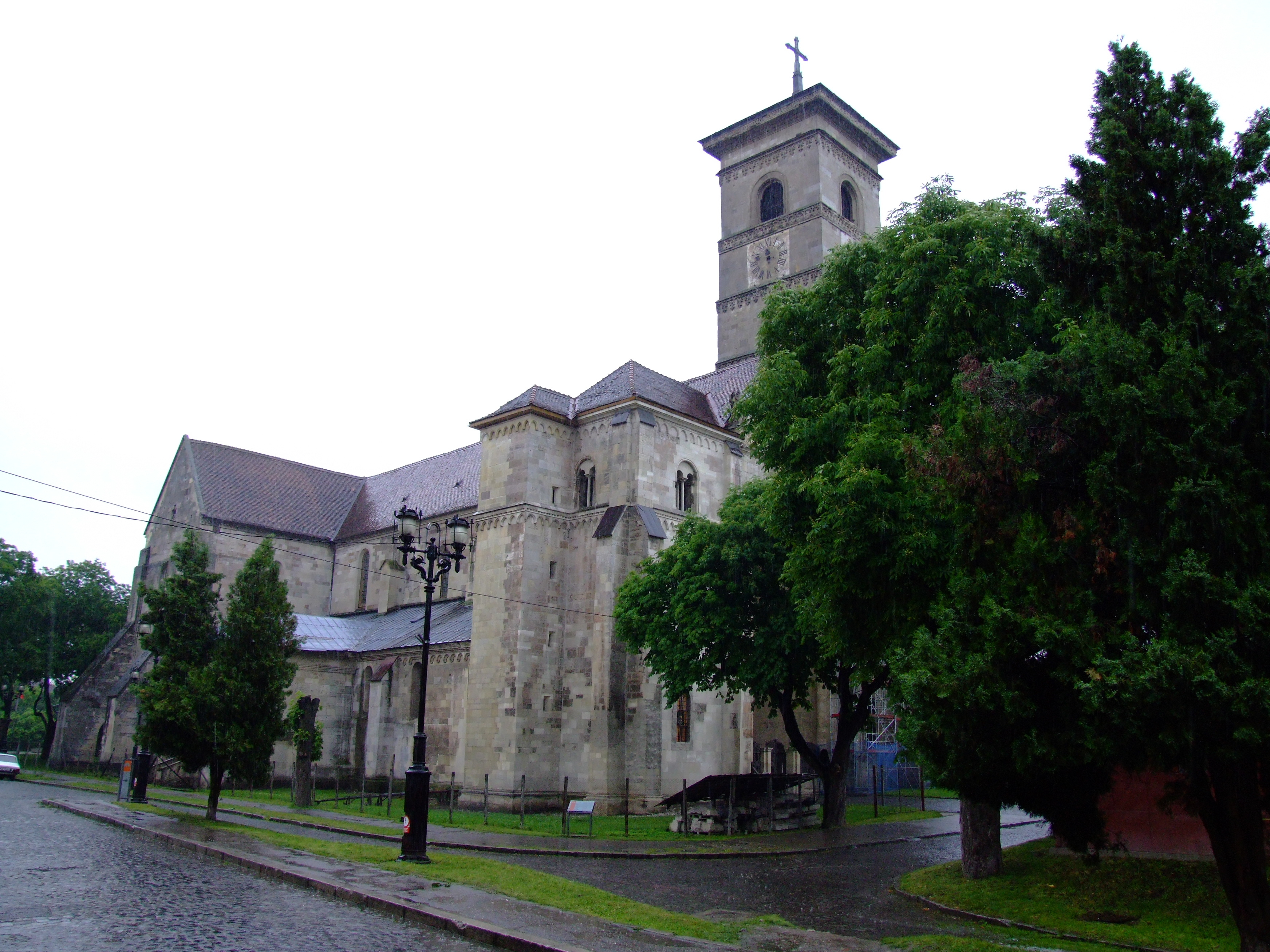
La Cattedrale romano-cattolica (ungherese)
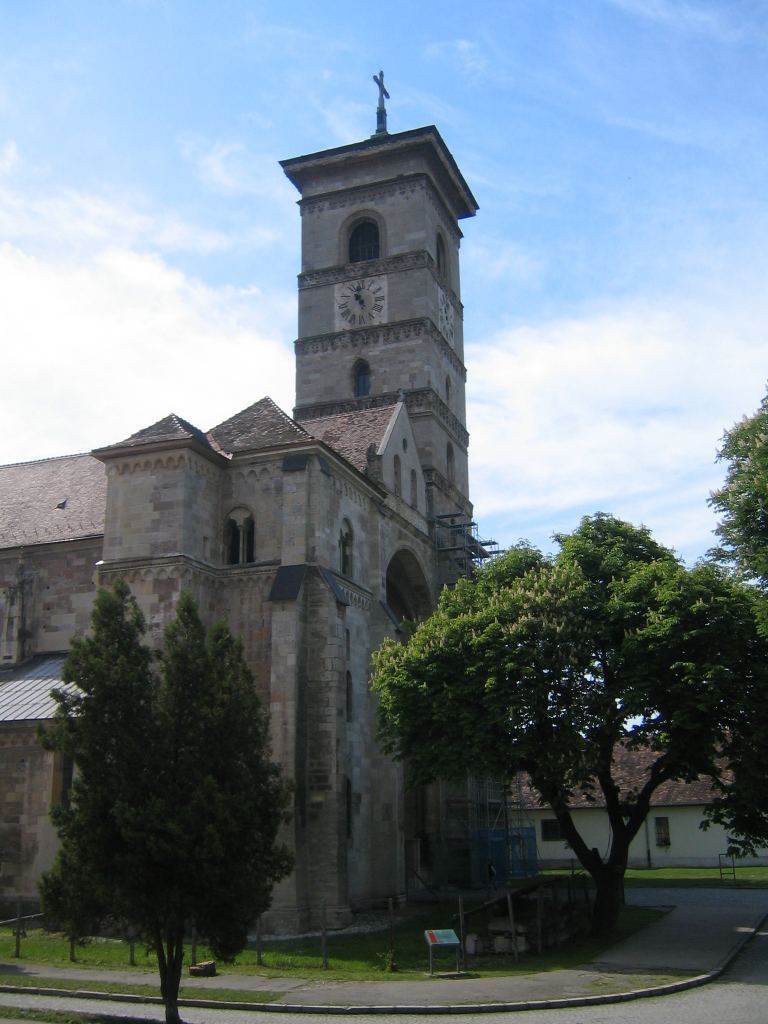
Il campanile
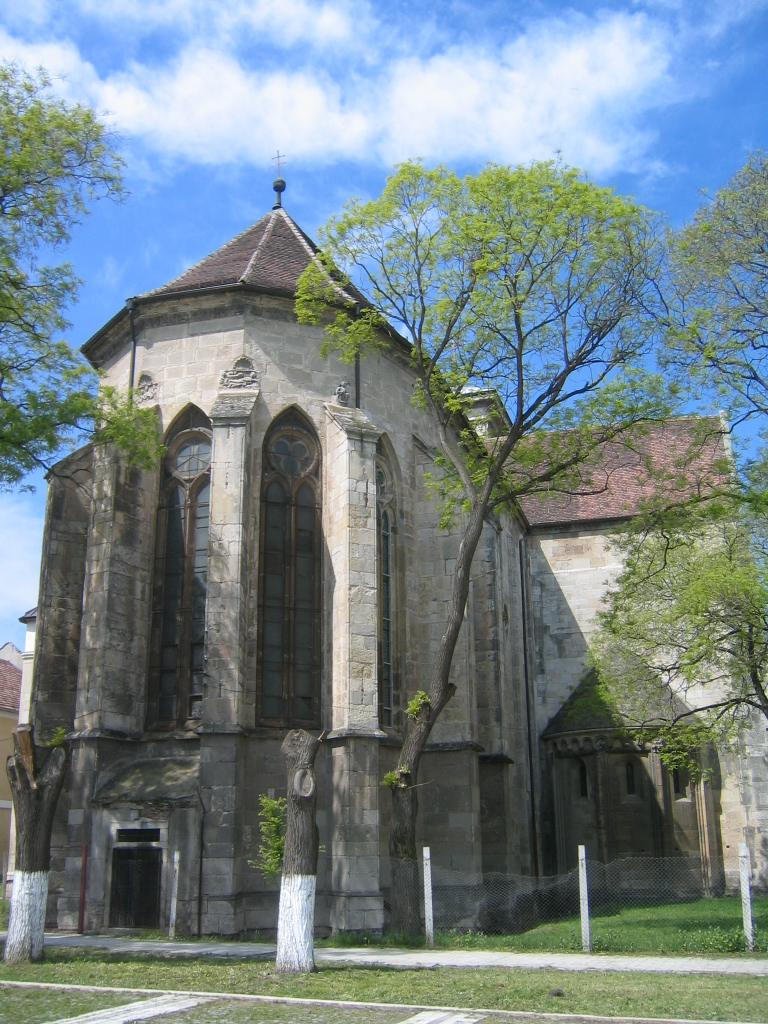
L'abside
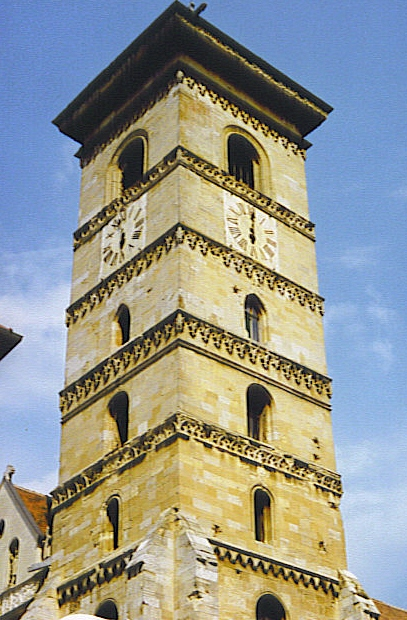
Particolare del campanile
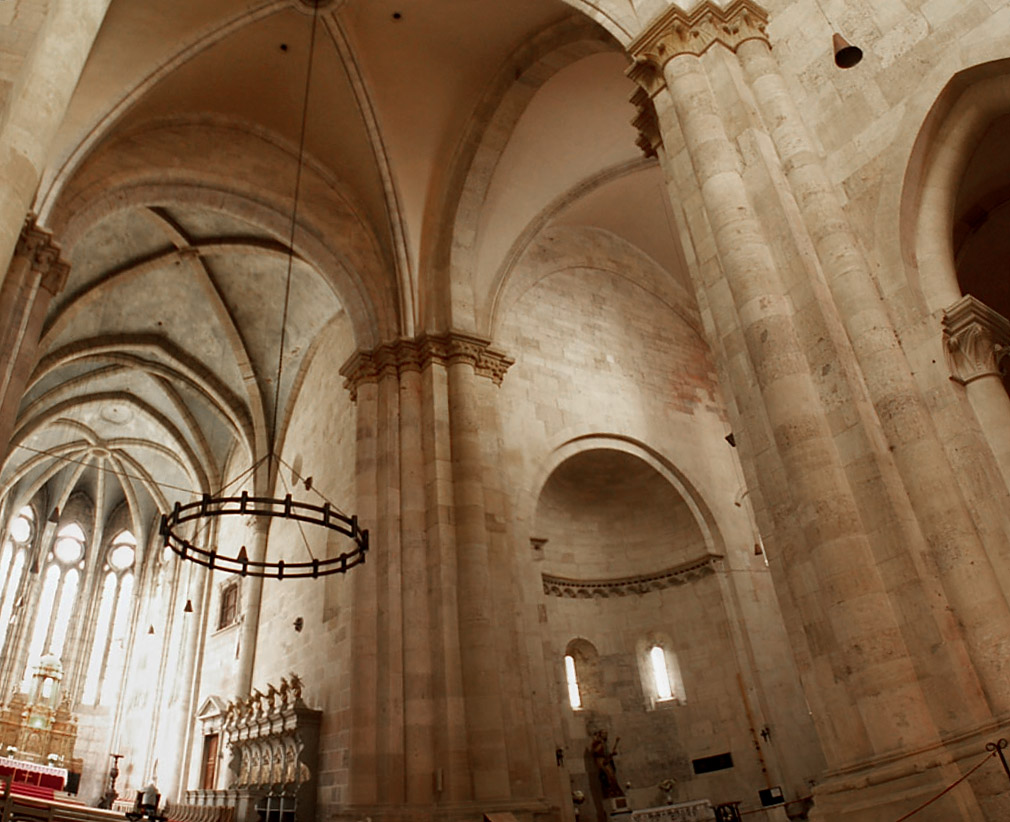
L'interno
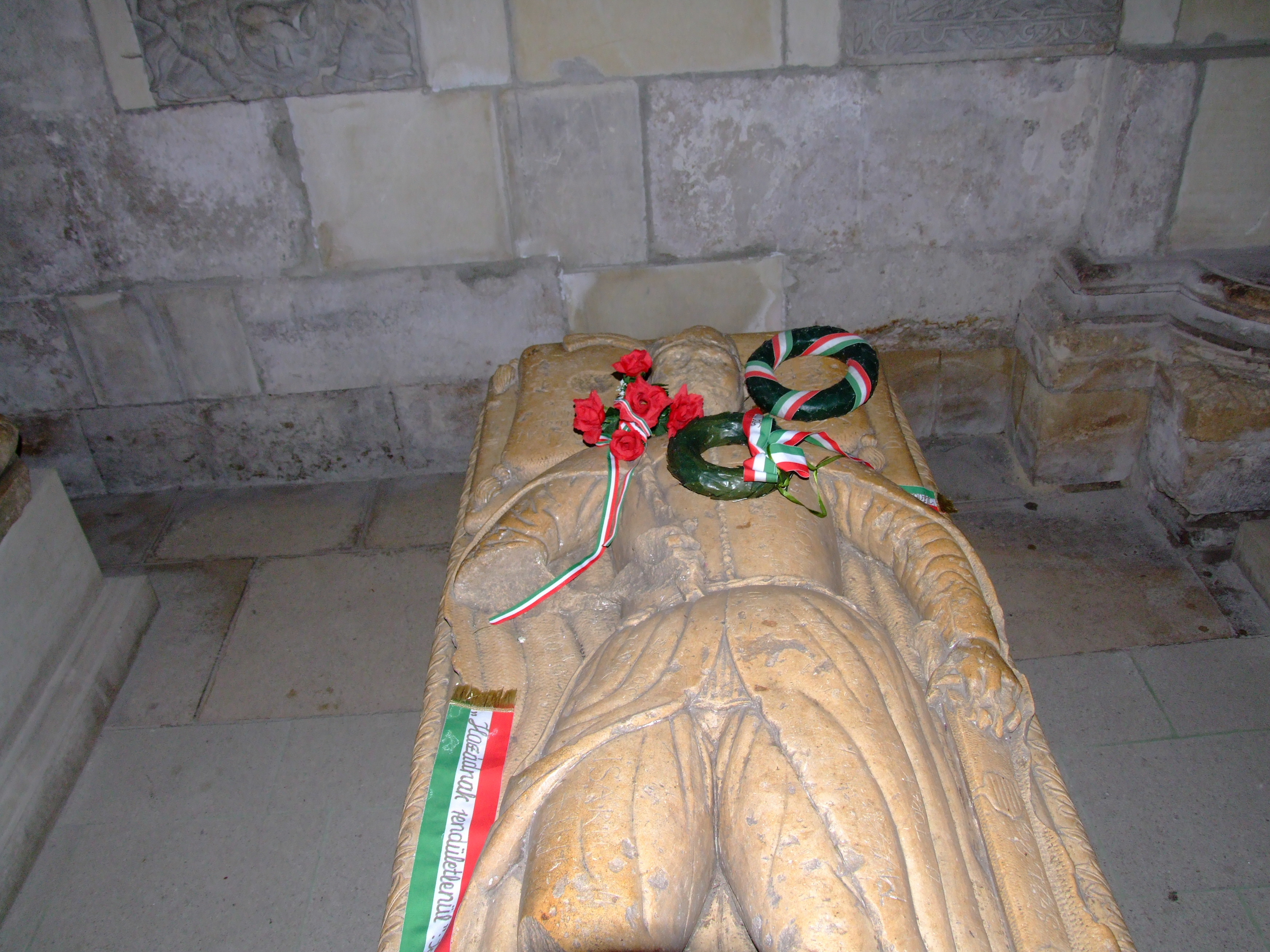
La tomba di János Hunyadi
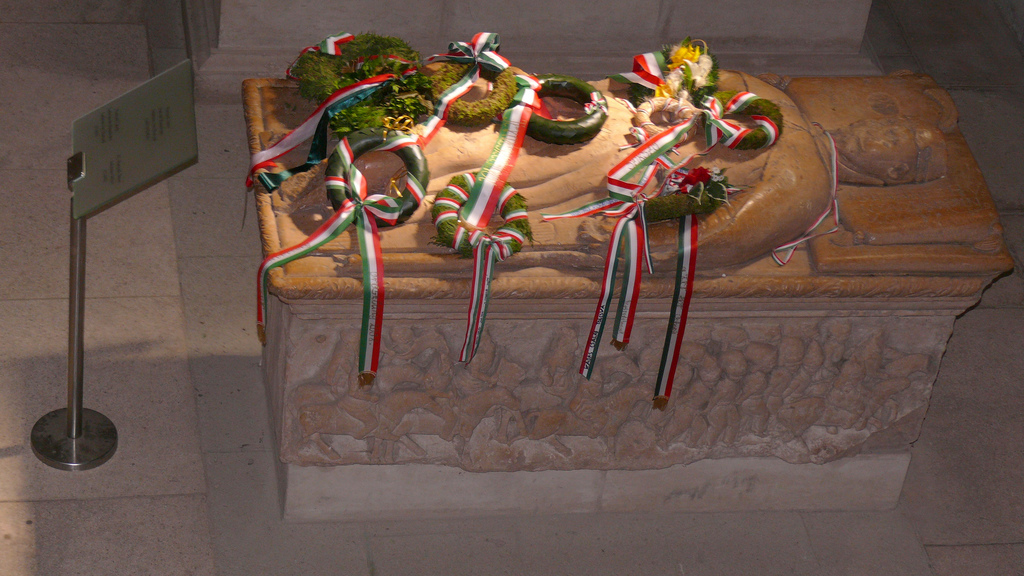
La tomba di János Hunyadi